# Diaphus luetkeni
Diaphus luetkeni es una especie de pez linterna perteneciente al género Diaphus,  de la subfamilia Lampanyctinae. Fue descrita por Brauer en 1904.
Especie inofensiva para el ser humano.

## Descripción
Longitud estándar de 6 centímetros.

## Distribución y hábitat
Se distribuye por aguas tropicales hasta las corrientes fronterizas occidentales. También en el mar de China Meridional. Puede alcanzar profundidades de 750 metros.